# Fins Amateurkampioenschap golf
Het Fins Amateur is een internationaal golfkampioenschap in Finland, dat in 1966 voor de heren en in 1987 voor de dames werd opgericht. Het toernooi bestaat uit drie rondes van 18 holes. Het werd in 2011 gewonnen door Karlijn Zaanen. 
Het toernooi telt mee voor de wereldranglijst, de winnaar krijgt 38,5 punten, de winnares 42.

## Golf in Finland
Finland heeft anno 2014 132 golfclubs met ruin 150 golfbanen en 144.000 clubleden.

De Helsinki Golf Club (Helsingin Golfklubi, HGK) werd in 1932 opgericht en de Finnish Golf Union in 1957. In de tachtiger jaren begon de explosieve groei van de sport. Voor amateurs was Finland gastheer voor het Europees Landen Team Kampioenschap (meisjes) in 2009 en het Europees amateurkampioenschap golf  in 2010.

## Winnaars Fins Amateur
| Jaar | Heren                 | Thuisclub          | Dames                     | Thuisclub        |
| ---- | --------------------- | ------------------ | ------------------------- | ---------------- |
| 1966 | Jalo Grönlund         | HGK                |                           |                  |
| 1967 | Jalo Grönlund         | HGK                |                           |                  |
| 1968 | Juhani Hämäläinen     | HGK                |                           |                  |
| 1969 | Juhani Hämäläinen     | HGK                |                           |                  |
| 1970 | Jalo Grönlund         | HGK                |                           |                  |
| 1971 | Asko Arkkola          | HGK                |                           |                  |
| 1972 | Kari Salonen          | HGK                |                           |                  |
| 1973 | Juhani Hämäläinen     | HGK                |                           |                  |
| 1974 | Harry Safonoff        | HGK                |                           |                  |
| 1975 | Kari Salonen          | HGK                |                           |                  |
| 1976 | Kari Salonen          | HGK                |                           |                  |
| 1977 | Pekka Kuivasaari      | AGK                |                           |                  |
| 1978 | Timo Sipponen         | HGK                |                           |                  |
| 1979 | Timo Sipponen         | HGK                |                           |                  |
| 1980 | Jouni Vilmunen        | AGK                |                           |                  |
| 1981 | Timo Sipponen         | HGK                |                           |                  |
| 1982 | Timo Sipponen         | HGK                |                           |                  |
| 1983 | Timo Sipponen         | HGK                |                           |                  |
| 1984 | Michael Finn          | Töreboda           |                           |                  |
| 1985 | Sauli Mäkiluoma       | VaG                |                           |                  |
| 1986 | Johan Remmelgas       | Rya                |                           |                  |
| 1987 | Anders Gillner        | Västerås           | Elina Schuurman           | HGK              |
| 1988 | Tony Nash             |                    | Elina Schuurman           | HGK              |
| 1989 | Joakim Rask           | Katrineholm        | C. Hjalmarsson            | Gullbringa       |
| 1990 | Anssi Kankkonen       | LG                 | Maria Hjort               | Falun-Borlänge   |
| 1991 | Alvaro ??             | Prat               | Sari Puusaari             | AG               |
| 1992 | Matthew Standford     |                    | Marika Soravuo            | HGK              |
| 1993 | Kalle Väinölä         | LG                 | Anna Becker               | Lunds Akademiska |
| 1994 | Mikko Rantanen        | EGS                | Ida Danielsson            | Växsjö           |
| 1995 | Francisco De Pablo    |                    | Suzanne Fanagan           |                  |
| 1996 | Gary Wolstenholme     |                    | Niina Laitinen            | EGS              |
| 1997 | Felix Lubenau         |                    | Elaine Ratcliff           |                  |
| 1998 | Mikko Ilonen          | LG                 | Miriam Nagl               |                  |
| 1999 | Simon Dyson           |                    | Johanna Andersson         | Kristianstad     |
| 2000 | Tuomas Tuovinen       | HGK                | Pia Koivuranta            | JGS              |
| 2001 | Alexander Barth       |                    | Ursula Tuutti             | KG               |
| 2002 | Janne Mommo           | NRG                | Minea Blomqvist           | SGC              |
| 2003 | Ross Fisher           |                    | Kaisa Ruuttila            | (VaGC) LGV       |
| 2004 | Antti Ahokas          |                    | VG Marion Sapin           |                  |
| 2005 | Jarno Hovila, TGS     |                    | Emma Cabrera Bello        |                  |
| 2006 | Jukka-Pekka Savolampi | OGK                | Sohvi Härkönen            | IG               |
| 2007 | Luke Collins          |                    | Rosa Svahn                | NRG              |
| 2008 | Kalle Samooja         |                    | Mireia Prat               |                  |
| 2009 | Kalle Samooja         |                    | Mireia Prat               |                  |
| 2010 | Joachim Hansen        |                    | Linda Henriksson          | ViGC             |
| 2011 | Albert Eckhardt       | StLG               | Karlijn Zaanen            |                  |
| 2012 | Albert Eckhardt       | StLG               | Julie Finne-Ipsen         |                  |
| 2013 | Joel Girrbach         |                    | Anna Backman              | Kanavagolf       |
| 2014 | Lauri Ruuska          | Tarina GC          | Marika Voss               | Tarina GC        |
| 2015 | Lukas Lipold          | Salzburg-Klessheim | Kanayalak Preedasutthijit | HGK              |
| 2016 | Kim Koivu             | St. Lawrence       | Rosa Rantanen             | Virrat GC        |

## Links
- Voormalige winnaars